# Segretario di Stato per lo sviluppo internazionale
Il Segretario di Stato per lo sviluppo internazionale (in inglese: Secretary of State for International Development) è stato un ministro del governo britannico responsabile del Dipartimento per lo sviluppo internazionale, in particolare nei paesi in via di sviluppo. Il posto è stato creato nel 1997 quando il Dipartimento per lo sviluppo internazionale è stato reso indipendente dall'ufficio Foreign and Commonwealth Office (FCO).
Un distinto ministero per lo sviluppo oltreoceano fu istituito da Harold Wilson quando entrò in carica nel 1964. I primi tre detentori dell'ufficio prestarono servizio nel Gabinetto, ma dal 29 agosto 1967 l'ufficio fu retrocesso. Sotto Edward Heath, il Ministero è stato re-incorporato nel Foreign and Commonwealth Office il 15 ottobre 1970. Wilson fondo di nuovo il ministero nel 1974, l'obiettivo è stato poi fuso nel FCO ancora una volta: dal 10 giugno 1975 all'8 ottobre 1979, il segretario agli affari esteri era denominato "segretario di Stato per gli affari esteri e il Commonwealth e Ministro per lo sviluppo d'oltremare" nel gabinetto del Regno Unito, mentre il ministro per lo sviluppo d'oltremare manteneva il grado di ministro di Stato all'interno del Foreign and Commonwealth Office. Il ministro di Stato aveva la responsabilità quotidiana. Sotto il governo laburista degli anni '70, Reg Prentice sedette nel gabinetto durante il suo mandato.
L'ultimo detentore dell'incarico è stata Anne-Marie Trevelyan.

## Ministri e segretari di Stato

### Ministri dello sviluppo internazionale (1964–1970)
| Nome | Nome              | Nome              | Mandato          | Mandato          | Partito      | Primo ministro | Primo ministro |
| ---- | ----------------- | ----------------- | ---------------- | ---------------- | ------------ | -------------- | -------------- |
|      | Barbara Castle    | Barbara Castle    | 18 ottobre 1964  | 23 dicembre 1965 | Laburista    |                | Harold Wilson  |
|      | Anthony Greenwood | Anthony Greenwood | 23 dicembre 1965 | 11 agosto 1966   | Laburista    |                | Harold Wilson  |
|      | Arthur Bottomley  | Arthur Bottomley  | 11 agosto 1966   | 29 agosto 1967   | Laburista    |                | Harold Wilson  |
|      | Reginald Prentice | Reginald Prentice | 29 agosto 1967   | 6 ottobre 1969   | Laburista    |                | Harold Wilson  |
|      | Judith Hart       | Judith Hart       | 6 ottobre 1969   | 19 giugno 1970   | Laburista    |                | Harold Wilson  |
|      | Richard Wood      | Richard Wood      | 23 giugno 1970   | 15 ottobre 1970  | Conservatore |                | Edward Heath   |

### Ministri per lo sviluppo oltremare (1970–1997)
| Nome | Nome                                       | Nome                                       | Mandato           | Mandato                          | Partito      | Primo ministro  | Primo ministro    |
| ---- | ------------------------------------------ | ------------------------------------------ | ----------------- | -------------------------------- | ------------ | --------------- | ----------------- |
|      | Richard Wood                               | Richard Wood                               | 15 ottobre 1970   | 4 marzo 1974                     | Conservatore |                 | Edward Heath      |
|      | Judith Hart                                | Judith Hart                                | 7 marzo 1974      | {10 giugno 1975                  | Laburista    |                 | Harold Wilson     |
|      | Reginald Prentice                          | Reginald Prentice                          | 10 giugno 1975    | 21 dicembre 1976 (dimissionario) | Laburista    |                 | Harold Wilson     |
|      | Reginald Prentice                          | Reginald Prentice                          | 10 giugno 1975    | 21 dicembre 1976 (dimissionario) | Laburista    | James Callaghan |                   |
|      | Frank Judd                                 | Frank Judd                                 | 21 dicembre 1976  | 21 febbraio 1977                 | Laburista    |                 |                   |
|      | Judith Hart                                | Judith Hart                                | 21 febbraio 1977  | 4 maggio 1979                    | Laburista    |                 |                   |
|      | Neil Marten                                | Neil Marten                                | 6 maggio 1979     | 6 gennaio 1983                   | Conservatore |                 | Margaret Thatcher |
|      | Tim Raison                                 | Tim Raison                                 | 6 gennaio 1983    | 10 settembre 1986                | Conservatore |                 | Margaret Thatcher |
|      | Chris Patten                               | Chris Patten                               | 10 septembre 1986 | 24 luglio 1989                   | Conservatore |                 | Margaret Thatcher |
|      | Lynda Chalker (Baroness Chalker from 1992) | Lynda Chalker (Baroness Chalker from 1992) | 24 luglio 1989    | 2 maggio 1997                    | Conservatore |                 | Margaret Thatcher |
|      | Lynda Chalker (Baroness Chalker from 1992) | Lynda Chalker (Baroness Chalker from 1992) | 24 luglio 1989    | 2 maggio 1997                    | Conservatore | John Major      |                   |

### Segretari di Stato per lo sviluppo internazionale (1997-oggi)
| Nome | Nome                         | Immagine | Mandato          | Mandato                        | Partito      | Primo ministro | Primo ministro             |
| ---- | ---------------------------- | -------- | ---------------- | ------------------------------ | ------------ | -------------- | -------------------------- |
|      | Clare Short                  |          | 3 maggio 1997    | 12 maggio 2003 (dimissionario) | Laburista    |                | Tony Blair                 |
|      | Valerie Amos, baronessa Amos |          | 12 maggio 2003   | 6 ottobre 2003                 | Laburista    |                | Tony Blair                 |
|      | Hilary Benn                  |          | 6 ottobre 2003   | 27 giugno 2007                 | Laburista    |                | Tony Blair                 |
|      | Douglas Alexander            |          | 28 giugno 2007   | 11 maggio 2010                 | Laburista    |                | Gordon Brown               |
|      | Andrew Mitchell              |          | 12 maggio 2010   | 4 settembre 2012               | Conservatore |                | David Cameron (Coalizione) |
|      | Justine Greening             |          | 4 settembre 2012 | 13 luglio 2016                 | Conservatore |                | David Cameron (Coalizione) |
|      | Priti Patel                  |          | 13 luglio 2016   | 8 novembre 2017                | Conservatore |                | Theresa May                |
|      | Penny Mordaunt               |          | 9 novembre 2017  | in carica                      | Conservatore |                | Theresa May                |